# Saccharum kanashiroi
Saccharum kanashiroi là một loài thực vật có hoa trong họ Hòa thảo. Loài này được (Ohwi) Ohwi miêu tả khoa học đầu tiên năm 1942.